# 1. istrska brigada »Vladimir Gortan«
Za druge 1. brigade glejte 1. brigada.
1. istrska brigada »Vladimir Gortan« (srbohrvaško: 1. istarska brigada) je bila brigada v sestavi Narodnoosvobodilne vojske in partizanskih odredov Jugoslavije in ki je delovala med drugo svetovno vojno na področju Kraljevine Jugoslavije.

## Organizacija
- štab
- 4x bataljon